# Henrique Dourado
José Henrique da Silva Dourado, mais conhecido apenas como Henrique Dourado (Guarulhos, 15 de setembro de 1989), é um futebolista brasileiro que atua como centroavante. Atualmente, joga no Botafogo-PB.

## Carreira

### Início
Iniciou sua carreira em 2007, pelo Flamengo de Guarulhos.

### Lemense
Em 2009, no Lemense, conquistou o acesso para a Série A3.

### União São João
Em 2010 foi contratado pelo União São João.

### Santo André
Em agosto de 2011, assinou com o Santo André para a disputa da Série C. Marcou seu primeiro gol pela equipe um mês depois da sua contratação, no dia 19 de setembro, contra o Barueri.

### Cianorte
Após sua rápida passagem pelo Santo André, Henrique partiu para a equipe do Noroeste Paranaense.

### Chapecoense
Em 2012 ele foi para a Chapecoense. Contribuiu para o acesso do clube, marcando cinco gols em oito partidas.

### Mogi Mirim
Em dezembro de 2012, assinou com o Mogi Mirim. Fez a sua estreia no dia 20 de janeiro de 2013, contra a Ponte Preta, e fez seu primeiro gol pelo Sapão contra o Corinthians. No dia 27 de abril daquele ano, Henrique conseguiu um hat-trick (três gols no mesmo jogo) na vitória de 6 a 0 diante do Botafogo de Ribeirão Preto, pelas quartas de final do Campeonato Paulista.

### Mirassol
Em meados de 2013, Dourado foi contratado pelo Mirassol. Até julho de 2016, o clube teve os direitos federativos do jogador, mas jamais chegou a colocá-lo em campo em uma partida oficial. Ele foi emprestado em sequência para grandes times do Brasil e também para o futebol estrangeiro ao longo de três anos.
Neste período, a cada negociação ocorrida, as tratativas tinham que ser feitas diretamente com o time do interior paulista, que possuía tanto os direitos federativos quanto econômicos do atacante.
Dourado só deixou de pertencer ao Mirassol em julho de 2016, quando foi comprado pelo Fluminense, que arrematou em definitivo 100% dos direitos federativos do atleta. O Mirassol, porém, manteve 50% dos direitos econômicos do artilheiro, que segue até hoje.

### Santos
No dia 21 de maio de 2013, Henrique assinou um acordo de empréstimo de um ano com o Santos. Cinco dias depois, estreou pelo Peixe no empate em 0 a 0 diante do Flamengo, pelo Campeonato Brasileiro.

### Portuguesa
Em 9 de setembro de 2013, após apenas três partidas disputadas pelo Santos, Henrique assina novo contrato de empréstimo, agora com a Portuguesa.
No Paulistão 2014, ainda atuando pela Lusa, Henrique marcou sete vezes, tornando-se o artilheiro da Portuguesa no torneio.

### Palmeiras
No dia 28 de abril de 2014, o Palmeiras anunciou o empréstimo de Henrique até o final da temporada. Henrique começou marcando quatro gols nos quatro primeiros jogos disputados, quase igualando o recorde de Cleiton Xavier, que marcou cinco gols nas suas primeiras cinco partidas pelo Palmeiras. Durante essa fase, Henrique lançou uma comemoração bastante irreverente, no jogo de volta contra o Sampaio Corrêa pela 2ª fase da Copa do Brasil, em que comemorou fazendo menção a uma guilhotina no pescoço, com a mão como se fosse uma foice. A comemoração inusitada acabou virando febre na internet e lhe rendeu o apelido de "ceifador". Fez o gol de empate por 1 a 1 contra o Atlético Paranaense, onde cobrou um pênalti com muita categoria e garantiu o Verdão na Série A do Brasileiro em 2014.

### Cruzeiro
No dia 7 de fevereiro de 2015, o Cruzeiro anunciou o empréstimo de Henrique até o final da temporada. 

### Vitória de Guimarães
Após seis meses e apenas um gol, rescindiu o contrato com o Cruzeiro para jogar no Vitória de Guimarães, de Portugal. Dourado chegou por empréstimo de um ano, com opção de compra no final.

### Fluminense
No dia 30 de junho de 2016, o Fluminense anunciou a contratação de Henrique. O Tricolor pagou 1,5 milhões de euros ao Mirassol por 50% dos direitos econômicos do Ceifador, que assinou por quatro anos.
No dia 29 de janeiro de 2017, marcou no clássico contra o Vasco da Gama, na goleada do Fluminense por 3 a 0 contra o rival, na estreia dos dois times no Campeonato Carioca. Na final da Taça Guanabara, Henrique marcou o gol de empate em 2 a 2 contra o Flamengo. No final a partida acabou ficando empatada em 3 a 3, e o Fluminense acabou ganhando nos pênaltis e conquistando o título.
No Brasileirão marcou dois gols contra o Vasco, na partida que o Flu perdeu no final, levando o gol aos 47 do segundo tempo, perdendo por 3 a 2. No jogo contra o Avaí, na Ressacada, o Fluminense ganhou por 3 a 0, com Dourado marcando o seu nono gol em nove jogos disputados, aproveitando bobeada do goleiro. Após alguns jogos sem marcar no Brasileiro, fez gol na vitória por 3 a 1 contra o Atlético Goianiense, no Maracanã, seu décimo no campeonato. Na derrota tricolor por 3 a 1 para o Atlético Paranaense, na Arena da Baixada, marcou seu décimo quarto gol, igualando a marca dos artilheiros de 2016.

### Flamengo
Assinou com o Flamengo no dia 30 de janeiro de 2018. O Rubro-Negro pagou R$ 11,5 milhões para concretizar a contratação do Ceifador. Deste valor, R$ 7,5 milhões foram pagos ao Fluminense, que tinha 50% dos direitos econômicos do jogador e aceitou receber de forma parcelada. O Mirassol, que detinha o restante, recebeu por 25%. O artilheiro do Brasil em 2017 assinou por quatro anos, até o final de 2021.
Apesar de uma temporada com um rendimento aquém do esperado, terminou 2018 como o artilheiro do clube, com 13 gols em 41 jogos.
Em 23 de janeiro de 2019, fez um golaço de bicicleta, contra o Resende, no Estádio Raulino de Oliveira, em Volta Redonda, sendo este o último gol de Henrique Dourado pela camisa rubro-negra.

### Henan Jianye
No dia 25 de fevereiro de 2019, o Flamengo anunciou a sua venda para o Henan Jianye, da China, por R$ 22 milhões.
Logo em seu primeiro jogo com a camisa do clube – contra o Dalian Yifang – Dourado marcou um gol; porém, no mesmo jogo, sofreu uma entrada dura de um adversário, e fraturou a tíbia, e precisou passar por uma cirurgia.

### Retorno ao Palmeiras
Em julho de 2019, foi anunciado seu empréstimo ao Palmeiras até o fim da temporada 2019.

### Retorno à Chapecoense
Em agosto de 2023, assinou contrato com a Chapecoense.
Dourado em sua segunda passagem pela Chape, na Série B de 2023, teve atuações abaixo do esperado e assim ao fim da temporada encerrou seu vinculo, ele disputou 13 jogos  aproximadamente 800 minutos, não fez nenhuma gol e não deu assistências.

### Retorno à Portuguesa
Em dezembro de 2023, a Portuguesa anunciou a contratação de Henrique para o Paulistão 2024.

### Botafogo da Paraíba
Pelo Botafogo da Paraíba, foi vice-campeão estadual de 2025.

## Especialista em pênaltis
"Cada pênalti tem uma surpresa. Os goleiros estudam muito os cobradores e eu procuro estudá-los também e não me repetir na forma de cobrança. Preciso ter o mínimo de erro possível."
Ao longo de toda a sua carreira sempre bateu pênaltis. Perdeu apenas em duas ocasiões: a primeira quando jogava pelo Palmeiras, em partida válida pelas oitavas de final da Copa do Brasil, quando chutou a bola para fora. A curiosidade sobre este primeiro pênalti perdido é que ele havia convertido a cobrança, mas o juiz viu uma irregularidade e mandou que ele cobrasse novamente. A segunda quando jogava pelo Henan Jianye, da China, quando o goleiro Dong Chunyu, do Wuhan Zall, defendeu a cobrança, entretanto ele marcou o gol no rebote. Antes dessa segunda ocasião, nenhum goleiro já havia defendido uma cobrança do Ceifador.
O interessante nas cobranças de pênalti de Dourado é que, na grande maioria das vezes, o goleiro sequer acerta o lado em que ele vai cobrar. Para se ter uma ideia, segundo um levantamento feito pelo UOL, de todas as cobranças realizadas apenas em 2017 pelo jogador, ele havia deslocado os goleiros em nove ocasiões.
Um dos segredos de Henrique para manter a eficiência é nunca repetir onde vai cobrar. Segundo o próprio Dourado, sua técnica de cobrar pênaltis - ele desacelera a corrida instantes antes de chegar à bola e aguarda a definição do goleiro antes de bater na bola - foi desenvolvida em 2012, quando ele jogava no Cianorte.
"Esse jeito de bater surgiu quando estava conversando com o pessoal dos preparadores de goleiro e o goleiro. Falei com meu amigo João Paulo, que disse que essa maneira era mais difícil de ser defendida. É um pênalti que precisa de muito treinamento porque é bastante complicado. Fui aos poucos me especializando nisso. Aliado ao nosso trabalho e a técnica eu tenho meu segredo. Isso faz muita diferença"— Henrique Dourado, em entrevista dada em 2017 à ESPN Brasil. 
Lista de todos os pênaltis cobrados na carreira
| #                    | Data       | Campeonato/Torneio                      | Adversário           | Goleiro         | Placar Final                  | Resultado                     | Info                                                                              | Ref.          |
| -------------------- | ---------- | --------------------------------------- | -------------------- | --------------- | ----------------------------- | ----------------------------- | --------------------------------------------------------------------------------- | ------------- |
| Palmeiras            |            |                                         |                      |                 |                               |                               |                                                                                   |               |
| 1-0                  | 17/08/2014 | Campeonato Brasileiro Série A           | São Paulo            | Rogério Ceni    | PAL 1 x 2 SAO                 | Convertido                    |                                                                                   |               |
| 1-1                  | 28/08/2014 | Copa do Brasil                          | Atlético-MG          | Victor          | PAL 0 x 1 CAM                 | Erro (chute para fora do gol) | Dourado havia convertido a cobrança, mas o juiz mandou que ele cobrasse novamente | [ 35 ] [ 39 ] |
| 2-1                  | 07/09/2014 | Campeonato Brasileiro - Série A         | Atlético-PR          | Weverton        | PAL 1 x 1 CAP                 | Convertido                    |                                                                                   |               |
| 3-1                  | 03/10/2014 | Campeonato Brasileiro - Série A         | Chapecoense          | Danilo          | PAL 4 x 2 CHA                 | Convertido                    |                                                                                   |               |
| 4-1                  | 03/10/2014 | Campeonato Brasileiro - Série A         | Chapecoense          | Danilo          | PAL 4 x 2 CHA                 | Convertido                    |                                                                                   |               |
| 5-1                  | 07/12/2014 | Campeonato Brasileiro - Série A         | Atlético-PR          | Weverton        | PAL 1 x 1 CAP                 | Convertido                    |                                                                                   |               |
| Vitória de Guimarães |            |                                         |                      |                 |                               |                               |                                                                                   |               |
| 6-1                  | 18/09/2015 | Liga NOS                                | Vitória de Setúbal   | Ricardo Nunes   | Vit-GUI 2 x 2 Vit-SET         | Convertido                    |                                                                                   |               |
| 7-1                  | 20/03/2016 | Liga NOS                                | Nacional             | Rui Silva       | Vit-GUI 3 x 2 NAC             | Convertido                    |                                                                                   |               |
| Fluminense           |            |                                         |                      |                 |                               |                               |                                                                                   |               |
| 8-1                  | 01/3/2017  | Copa do Brasil                          | Sinop                | Naldo           | FLU 3 x 1 SIN                 | Convertido                    |                                                                                   | [ 40 ]        |
| 9-1                  | 05/03/2017 | Camp. Carioca - Final da Taça Guanabara | Flamengo             | Alex Muralha    | FLU 3(4) x 3 (2) FLA          | Convertido                    |                                                                                   | [ 23 ]        |
| 10-1                 | 15/03/2017 | Copa do Brasil                          | Criciúma             | Edson           | FLU 3 x 2 CRI                 | Convertido                    |                                                                                   | [ 41 ]        |
| 11-1                 | 14/05/2017 | Campeonato Brasileiro - Série A         | Santos               | Vanderlei       | FLU 3 x 2 SAN                 | Convertido                    |                                                                                   | [ 42 ]        |
| 12-1                 | 21/05/2017 | Campeonato Brasileiro - Série A         | Atlético-MG          | Victor          | CAM 1 x 2 FLU                 | Convertido                    |                                                                                   | [ 43 ]        |
| 13-1                 | 27/05/2017 | Campeonato Brasileiro - Série A         | Vasco                | Martín Silva    | VAS 3 x 2 FLU                 | Convertido                    |                                                                                   | [ 44 ]        |
| 14-1                 | 27/05/2017 | Campeonato Brasileiro - Série A         | Vasco                | Martín Silva    | VAS 3 x 2 FLU                 | Convertido                    |                                                                                   |               |
| 15-1                 | 18/06/2017 | Campeonato Brasileiro - Série A         | Flamengo             | Thiago          | FLU 2 x 2 FLA                 | Convertido                    |                                                                                   | [ 45 ]        |
| 16-1                 | 30/06/2017 | Copa Sulamericana                       | Universidad Católica | Hernán Galíndez | FLU 4x0 UNI                   | Convertido                    |                                                                                   | [ 46 ]        |
| 17-1                 | 10/09/2017 | Campeonato Brasileiro - Série A         | Vitória              | Fernando Miguel | VIT 2 x 2 FLU                 | Convertido                    |                                                                                   | [ 47 ]        |
| 18-1                 | 18/10/2017 | Campeonato Brasileiro Série A           | São Paulo            | Sidão           | FLU 3 x 1 SAO                 | Convertido                    |                                                                                   | [ 48 ]        |
| Flamengo             |            |                                         |                      |                 |                               |                               |                                                                                   |               |
| 19-1                 | 21/02/2018 | Campeonato Carioca                      | Madureira            | Jonathan        | FLA 4 x 0 MAD                 | Convertido                    |                                                                                   | [ 49 ]        |
| 20-1                 | 28/02/2018 | Copa Libertadores da América            | River Plate          | Franco Armani   | FLA 2 x 2 RIV                 | Convertido                    |                                                                                   | [ 50 ]        |
| 21-1                 | 18/03/2018 | Campeonato Carioca                      | Portuguesa-RJ        | Milton Raphael  | FLA 4 x 0 POR                 | Convertido                    |                                                                                   | [ 51 ]        |
| 22-1                 | 07/04/2018 | Amistoso                                | Atlético-GO          | Kléver          | FLA 3 x 1 ATL                 | Convertido                    |                                                                                   | [ 52 ]        |
| 23-1                 | 21/04/2018 | Campeonato Brasileiro                   | América-MG           | Jory            | FLA 2 x 0 AME                 | Convertido                    |                                                                                   | [ 53 ]        |
| 24-1                 | 07/06/2018 | Campeonato Brasileiro                   | Fluminense           | Júlio César     | FLU 0 x 2 FLA                 | Convertido                    |                                                                                   | [ 54 ]        |
| Henan Jianye         |            |                                         |                      |                 |                               |                               |                                                                                   |               |
| 24-2                 | 18/10/2020 | Campeonato Chinês                       | Wuhan Zall           | Dong Chunyu     | Henan Jianye 1 x 0 Wuhan Zall | Erro                          | Goleiro defendeu, mas Dourado marcou o gol no rebote                              | [ 36 ]        |

## Estatísticas
Atualizadas até 1 de julho de 2023.

### Clubes
| Clube                   | Temporada         | Campeonato nacional | Campeonato nacional | Campeonato nacional | Copa nacional[a] | Copa nacional[a] | Copa nacional[a] | Competições continentais[b] | Competições continentais[b] | Competições continentais[b] | Outros torneios[c] | Outros torneios[c] | Outros torneios[c] | Total | Total | Total   |
| Clube                   | Temporada         | Jogos               | Gols                | Assist.             | Jogos            | Gols             | Assist.          | Jogos                       | Gols                        | Assist.                     | Jogos              | Gols               | Assist.            | Jogos | Gols  | Assist. |
| ----------------------- | ----------------- | ------------------- | ------------------- | ------------------- | ---------------- | ---------------- | ---------------- | --------------------------- | --------------------------- | --------------------------- | ------------------ | ------------------ | ------------------ | ----- | ----- | ------- |
| Flamengo de Guarulhos   | 2007              | —                   | —                   | —                   | —                | —                | —                | —                           | —                           | —                           | 0                  | 0                  | 0                  | 0     | 0     | 0       |
| Flamengo de Guarulhos   | 2008              | —                   | —                   | —                   | —                | —                | —                | —                           | —                           | —                           | 0                  | 0                  | 0                  | 0     | 0     | 0       |
| Flamengo de Guarulhos   | Total             | 0                   | 0                   | 0                   | 0                | 0                | 0                | 0                           | 0                           | 0                           | 0                  | 0                  | 0                  | 0     | 0     | 0       |
| Lemense                 | 2009              | —                   | —                   | —                   | —                | —                | —                | —                           | —                           | —                           | 0                  | 0                  | 0                  | 0     | 0     | 0       |
| Lemense                 | Total             | 0                   | 0                   | 0                   | 0                | 0                | 0                | 0                           | 0                           | 0                           | 0                  | 0                  | 0                  | 0     | 0     | 0       |
| União São João          | 2010              | —                   | —                   | —                   | —                | —                | —                | —                           | —                           | —                           | 12                 | 3                  | 0                  | 12    | 3     | 0       |
| União São João          | 2011              | —                   | —                   | —                   | —                | —                | —                | —                           | —                           | —                           | 17                 | 4                  | 0                  | 17    | 4     | 0       |
| União São João          | Total             | 0                   | 0                   | 0                   | 0                | 0                | 0                | 0                           | 0                           | 0                           | 29                 | 7                  | 0                  | 29    | 7     | 0       |
| Santo André             | 2011              | 2                   | 1                   | 0                   | —                | —                | —                | —                           | —                           | —                           | —                  | —                  | —                  | 2     | 1     | 0       |
| Santo André             | Total             | 2                   | 1                   | 0                   | 0                | 0                | 0                | 0                           | 0                           | 0                           | 0                  | 0                  | 0                  | 2     | 1     | 0       |
| Cianorte                | 2011              | 2                   | 0                   | 0                   | —                | —                | —                | —                           | —                           | —                           | —                  | —                  | —                  | 2     | 0     | 0       |
| Cianorte                | 2012              | 7                   | 5                   | 0                   | —                | —                | —                | —                           | —                           | —                           | 21                 | 9                  | 0                  | 28    | 14    | 0       |
| Cianorte                | Total             | 9                   | 5                   | 0                   | 0                | 0                | 0                | 0                           | 0                           | 0                           | 21                 | 9                  | 0                  | 30    | 14    | 0       |
| Chapecoense             | 2012              | 8                   | 5                   | 0                   | —                | —                | —                | —                           | —                           | —                           | —                  | —                  | —                  | 8     | 5     | 0       |
| Chapecoense             | 2023              | 13                  | 0                   | 0                   | —                | —                | —                | —                           | —                           | —                           | —                  | —                  | —                  | 13    | 0     | 0       |
| Chapecoense             | Total             | 21                  | 5                   | 0                   | 0                | 0                | 0                | 0                           | 0                           | 0                           | 0                  | 0                  | 0                  | 21    | 5     | 0       |
| Mogi Mirim              | 2013              | —                   | —                   | —                   | —                | —                | —                | —                           | —                           | —                           | 20                 | 8                  | 0                  | 20    | 8     | 0       |
| Mogi Mirim              | Total             | 0                   | 0                   | 0                   | 0                | 0                | 0                | 0                           | 0                           | 0                           | 20                 | 8                  | 0                  | 20    | 8     | 0       |
| Santos                  | 2013              | 3                   | 0                   | 0                   | 1                | 0                | 0                | —                           | —                           | —                           | —                  | —                  | —                  | 4     | 0     | 0       |
| Santos                  | Total             | 3                   | 0                   | 0                   | 1                | 0                | 0                | 0                           | 0                           | 0                           | 0                  | 0                  | 0                  | 4     | 0     | 0       |
| Portuguesa              | 2013              | 15                  | 3                   | 1                   | —                | —                | —                | —                           | —                           | —                           | —                  | —                  | —                  | 15    | 3     | 1       |
| Portuguesa              | 2014              | —                   | —                   | —                   | —                | —                | —                | —                           | —                           | —                           | 14                 | 7                  | 0                  | 14    | 7     | 0       |
| Portuguesa              | Total             | 15                  | 3                   | 1                   | 0                | 0                | 0                | 0                           | 0                           | 0                           | 14                 | 7                  | 0                  | 29    | 10    | 1       |
| Palmeiras               | 2014              | 33                  | 16                  | 2                   | 6                | 2                | 1                | —                           | —                           | —                           | —                  | —                  | —                  | 39    | 18    | 3       |
| Palmeiras               | 2019              | 4                   | 0                   | 0                   | —                | —                | —                | 0                           | 0                           | 0                           | —                  | —                  | —                  | 4     | 0     | 0       |
| Palmeiras               | Total             | 37                  | 16                  | 2                   | 6                | 2                | 1                | 0                           | 0                           | 0                           | 0                  | 0                  | 0                  | 43    | 18    | 3       |
| Cruzeiro                | 2015              | 5                   | 0                   | 0                   | —                | —                | —                | 3                           | 0                           | 0                           | 3                  | 1                  | 0                  | 11    | 1     | 0       |
| Cruzeiro                | 2023              | 11                  | 1                   | 0                   | 2                | 0                | 0                | —                           | —                           | —                           | —                  | —                  | —                  | 13    | 1     | 0       |
| Cruzeiro                | Total             | 16                  | 1                   | 0                   | 2                | 0                | 0                | 3                           | 0                           | 0                           | 3                  | 1                  | 0                  | 24    | 2     | 0       |
| Vitória de Guimarães II | 2015–16           | 2                   | 1                   | 1                   | —                | —                | —                | —                           | —                           | —                           | —                  | —                  | —                  | 2     | 1     | 1       |
| Vitória de Guimarães II | Total             | 2                   | 1                   | 1                   | 0                | 0                | 0                | 0                           | 0                           | 0                           | 0                  | 0                  | 0                  | 2     | 1     | 1       |
| Vitória de Guimarães    | 2015–16           | 28                  | 12                  | 4                   | —                | —                | —                | 2                           | 0                           | 0                           | —                  | —                  | —                  | 30    | 12    | 4       |
| Vitória de Guimarães    | Total             | 28                  | 12                  | 4                   | 0                | 0                | 0                | 2                           | 0                           | 0                           | 0                  | 0                  | 0                  | 30    | 12    | 4       |
| Fluminense              | 2016              | 12                  | 2                   | 0                   | 2                | 0                | 0                | —                           | —                           | —                           | —                  | —                  | —                  | 14    | 2     | 0       |
| Fluminense              | 2017              | 32                  | 18                  | 3                   | 7                | 4                | 0                | 7                           | 4                           | 2                           | 13                 | 6                  | 1                  | 59    | 32    | 6       |
| Fluminense              | 2018              | —                   | —                   | —                   | —                | —                | —                | —                           | —                           | —                           | 2                  | 0                  | 0                  | 2     | 0     | 0       |
| Fluminense              | Total             | 44                  | 20                  | 0                   | 9                | 4                | 0                | 7                           | 4                           | 0                           | 15                 | 6                  | 0                  | 75    | 34    | 0       |
| Flamengo                | 2018              | 20                  | 6                   | 0                   | 5                | 1                | 0                | 7                           | 2                           | 0                           | 9                  | 4                  | 1                  | 41    | 13    | 1       |
| Flamengo                | 2019              | 0                   | 0                   | 0                   | 0                | 0                | 0                | 0                           | 0                           | 0                           | 5                  | 2                  | 0                  | 5     | 2     | 0       |
| Flamengo                | Total             | 20                  | 6                   | 0                   | 5                | 1                | 0                | 7                           | 2                           | 0                           | 14                 | 6                  | 1                  | 46    | 15    | 1       |
| Henan Jianye            | 2019              | 1                   | 1                   | 0                   | —                | —                | —                | —                           | —                           | —                           | —                  | —                  | —                  | 1     | 1     | 0       |
| Henan Jianye            | 2020              | 13                  | 7                   | 0                   | 1                | 0                | 0                | 0                           | 0                           | 0                           | 0                  | 0                  | 0                  | 14    | 7     | 0       |
| Henan Jianye            | Total             | 14                  | 8                   | 0                   | 1                | 0                | 0                | 0                           | 0                           | 0                           | 0                  | 0                  | 0                  | 15    | 8     | 0       |
| Total na carreira       | Total na carreira | 212                 | 78                  | 11                  | 24               | 7                | 1                | 19                          | 6                           | 2                           | 116                | 44                 | 2                  | 370   | 135   | 16      |

- a. ^ Jogos da Copa do Brasil
- b. ^ Jogos da Copa Sul-Americana e Copa Libertadores da América
- c. ^ Jogos do Campeonato Paulista, Campeonato Mineiro, Campeonato Carioca, Primeira Liga e Florida Cup

## Títulos
Flamengo de Guarulhos
- Campeonato Paulista - Série A3: 2008

Portuguesa
- Campeonato Paulista - Série A2: 2013

Palmeiras
- Copa EuroAmericana: 2014

Fluminense
- Taça Guanabara: 2017

Flamengo
- Taça Guanabara: 2018
- Florida Cup: 2019
- Campeonato Carioca: 2019

## Prêmios individuais
- Seleção FutRio da 3° Rodada do Campeonato Carioca 2017[55]
- Seleção FutRio da 4° Rodada do Campeonato Carioca 2017[56]
- Seleção das Estatísticas do Campeonato Brasileiro do Jornal Lance!: 2017(jogador com mais gols/mais finalizações certas/mais assistências para finalização)[57]
- Prêmio Melhores do Brasileirão - Seleção do Campeonato Brasileiro do Portal Futebol Interior[58]
- Jogador TIM 4G do Brasileirão de 2017[59]
- Prêmio Craque do Brasileirão (Seleção do Campeonato): 2017
- Prêmio Craque do Brasileirão (Artilheiro): 2017
- Bola de Prata (Artilheiro): 2017
- Prêmio Arthur Friedenreich: 2017

## Artilharias
Fluminense
- Campeonato Brasileiro de 2017: 18 gols